# Bush flying

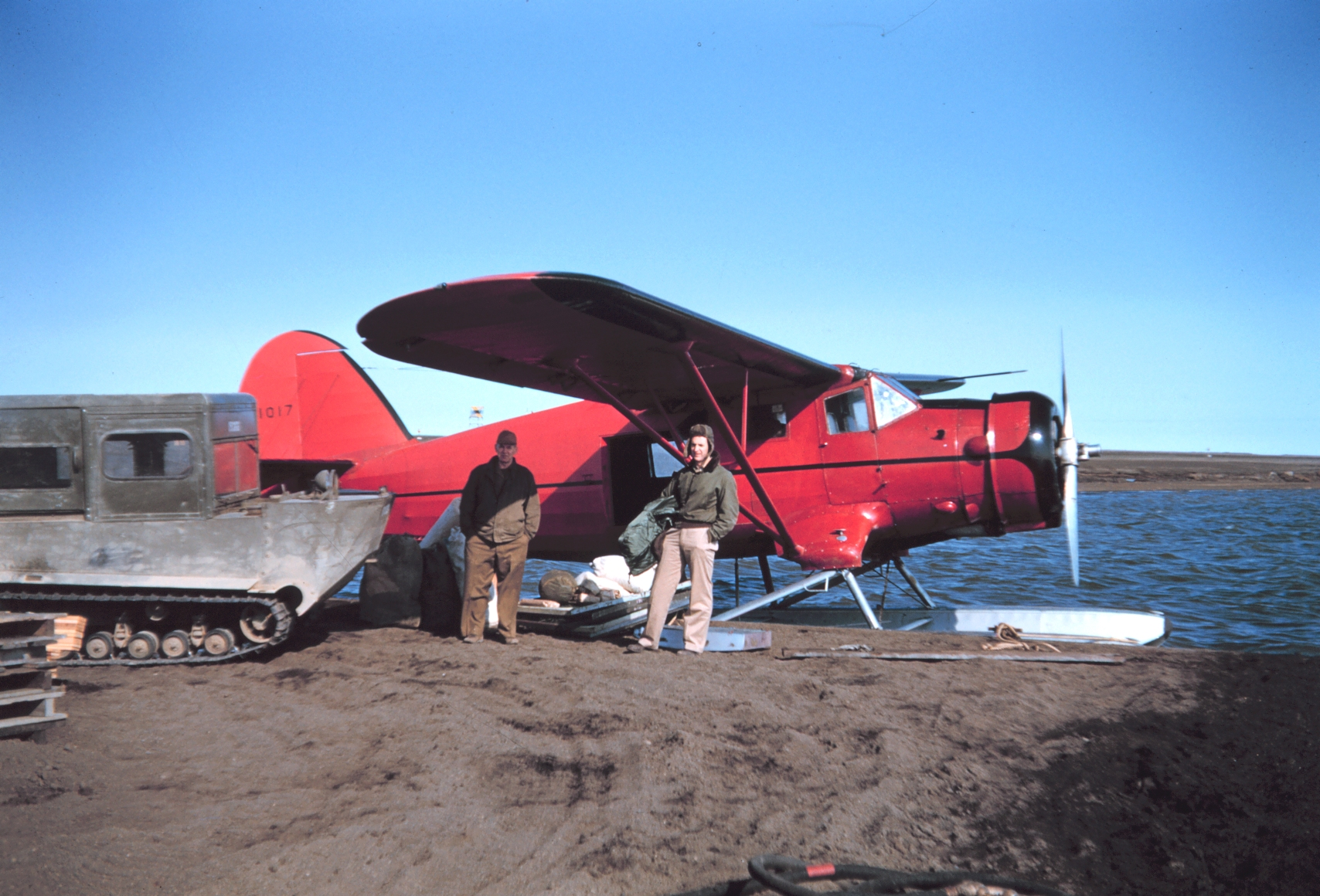
Avió de flotador a Alaska, 1950

El bush flying, vol en zones remotes o vol salvatge es refereix a les operacions aèries dutes a terme en terrenys no preparats per a l'enlairament i aterratge d'avionetes, i sovint aquestes necessiten que els avions estiguen equipats amb pneumàtics anormalment grans, flotadors o esquís, segons aterren en terrenys irregulars, aigua o neu.

## Etimologia
El terme bush (arbust) ha estat utilitzat des del segle xix per descriure àrees remotes més enllà dels clars i els assentaments, per això bush flying indica operacions de vol dutes a terme en regions remotes.

El bush flying és el mètode principal d'accés al Canadà del nord, Canadà Occidental, Alaska, i l'australià Outback.
Al Canadà, el primer ús real del bush flying va ser per a l'exploració i desenvolupament, mentre que a Alaska, el transport era el propòsit principal. Més tard, el bush flying va esdevindre important durant les operacions de rescat. Els pilots de bush flying són molt necessaris en rescats i són molt important per a moltes coses diferents.

### Canadà
Després de l'Armistici amb Alemanya de 1918, Ellwood Wilson, un guardabosc canadenc empleat de la Laurentide Company al Quebec, es va adonar que els avions podrien utilitzar-se per detectar incendis forestals i mapejar àrees boscoses. A primers de l'any següent, quan Wilson va descobrir que l'Armada dels EUA estava donant al Canadà diverses hidrocanoes Curtiss HS-2L, va demanar-ne prestats dos. Llavors va contractar al capità Stuart Graham per volar els avions. Graham i el seu enginyer, Walter Kahre, van començar a volar el primer HS-2L al Lac-à-la-Tortue el 4 de juny de 1919, arribant el 8 de juny de 1919. El vol havia cobert 645 milles, el vol més llarg realitzat al Canadà fins a aquell moment. Després va lliurar l'altre HS-2L a Lac-à-la-Tortue.
Equipat amb l'aeronau, els primers bush flying van fer-se per patrullar de foc i la realització de fotografia aèria a l'estiu de 1919 en la vall de St. Maurice River. Graham i Kahre van continuar aquest servei durant dues temporades més, però va esdevenir tan car que Laurentide Company subcriure l'operació. En resposta, es va dividir en una altra empresa anomenada Laurentide Air Services Ltd. amb Wilson com a president i ex-instructor i operador de servei Royal Naval Air Service, William Roy Maxwell, com a vicepresident.
Aquests van ser els primers vols bush a l'est de Canadà.

## Els avions utilitzats
Les bush flying implica operacions en terreny irregular, necessitant avions equipats amb pneumàtics de tundra, flotadors, o esquís. Un avió d'arbust hauria de tenir la capacitat d'enlairar-se i aterrar en espais reduïts. Un avió d'arbust típic tindrà les ales sobre el seu fuselatge per assegurar que no topa amb qualsevol element que sobreïsca en l'àrea d'aterratge. Normalment tindran una tren d'aterratge convencional "arrossegador de cua", ja que té una capacitat aeronàutica més gran que l'engranatge d'aterratge de tricicle, i és més adequat per a la superfícies irregulars. L'augment de l'angle ascendent de la configuració del tren d'aterratge li dona a l'hèlix una major precisió del sòl que li permet evitar l'impacte de grans roques, troncs i altres elements que puguin causar danys. No obstant això, els avions d'rbust amb tren de tricicle ("roda de nas") són capaços d'aterrar gairebé en qualsevol lloc on es pot arrossegar la cua, sempre que estiga equipat amb pneumàtics sobredimensionats d'alta flotació i estiga ben carregat.